# Yuyu (tư tế Osiris)
Yuyu là một Đại tư tế của Osiris tại Abydos đã phục vụ dưới triều đại của pharaon Ramesses II (và có lẽ tiếp tục dưới thời pharaon Merneptah) thuộc Vương triều thứ 19 trong lịch sử Ai Cập cổ đại. Ông đã kế nhiệm người anh em là Hori ngay trong thời kỳ trị vì của Ramesses II.

## Tiểu sử
Yuyu là thành viên thứ sáu trong gia tộc trở thành Đại tư tế của Osiris. Ông là một người con trai của Đại tư tế Wenennefer với phu nhân Tiy-Nefertari, con gái của Người trông coi các mỏ đá Qeni và phu nhân Wiay. Sau khoảng 35 năm đảm nhận chức vụ tư tế, Wenennefer đã giao lại vị trí này cho một người con trai là Hori. Hori có lẽ không có con cái nên chức vị Đại tư tế được giao cho Yuyu. Người kế nhiệm của Yuyu là con trai của ông, Siese.
Trước đây, Yuyu luôn bị nhầm lẫn là con trai của Đại tư tế Hori, dẫn đến việc ông là cháu trai của Đại tư tế Wenennefer. Nhưng trên bức tượng đôi của Wenennefer và Mery (cha và ông nội của cả Hori và Yuyu), Yuyu được xác định là một người con trai của Wenennefer. Củng cố thêm cho dẫn chứng này là trên một tấm bia của Yuyu (hiện được lưu giữ tại Bảo tàng Louvre), ông tự nhận mình là con của Wenennefer và Tiy-Nefertari, cũng có nghĩa là Yuyu và Hori là hai anh em ruột. Những ấn phẩm, tài liệu ngày nay đều công nhận Yuyu là con của tư tế Wenennefer.
Trong số các kỷ vật của Yuyu, có một bức tượng bằng đá granit mô tả hình ảnh của ông đang ôm đền thờ của thần Osiris, hiện được trưng bày tại Bảo tàng Louvre (số hiệu A67). Trên tượng có khắc những danh hiệu mà Yuyu đã đảm nhận: Đại tư tế của Osiris; Người đứng đầu phương Tây; Đại tư tế của Lãnh chúa Abydos.